# 雅茲迪人種族清洗
2010年代中期，由伊斯蘭國在伊拉克北部辛贾尔地区对雅兹迪人进行的种族灭绝。   該种族灭绝使雅兹迪人面臨被驅逐和流放。数千名雅兹迪婦女和女孩被迫成为“伊斯蘭國”的性奴，另有数千名雅兹迪男子被殺害。 在現稱的“强迫皈依运动”  中，大约 5,000 名雅兹迪平民在伊拉克北部被殺 。該种族灭绝從伊拉克军队和佩什梅加武装撤出時开始，雅兹迪人毫无防备。  
“伊斯蘭國”对雅兹迪人的迫害引起了国际社会的关注，并导致美国主导的对伊拉克的干预行动，該干預從美国对“伊斯蘭國”的空袭開始。此外，美国、英国和澳大利亚还向逃往山区的雅兹迪人进行了紧急空投。 人民保護部隊和庫爾德斯坦工人黨战士开辟了一条通往辛贾尔山脉的人道主义走廊帮助雅兹迪人。 到 2015 年，“伊斯蘭國”针对雅兹迪人的行动已產生约 50 万名难民。  
多个联合国机构 以及国家和跨国组织已承认該次种族灭绝事件。

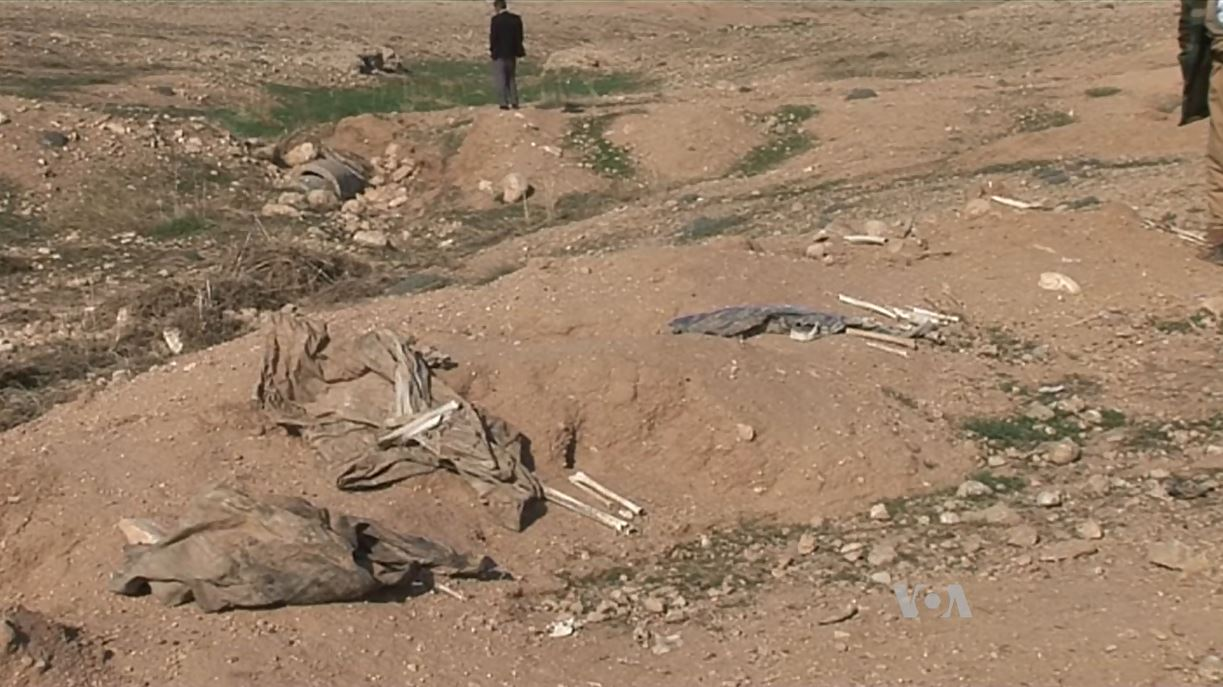
2015 年辛贾尔地区的一個雅兹迪乱葬坑

## 背景
雅兹迪人是一神论者，他们信仰梅莱克·陶斯（Melek Taus），一位以孔雀形象出现的仁慈天使。 自称为伊拉克和黎凡特伊斯蘭國的组织和该地区的其他穆斯林倾向于将孔雀天使视为邪恶生物路西法或沙坦，并认为雅兹迪人是“魔鬼崇拜者”。与犹太教和基督教不同，“伊斯蘭國”并不认为雅兹迪人是有經者 ，也没有资格获得齐米和相关保护。 
2014年8月，300多个雅兹迪家庭受到威胁，被迫在皈依逊尼派伊斯兰教和死亡之间做出选择。 

### 以前针对雅兹迪人的事件

#### 奥斯曼帝国时代
- 1640年， 4万名奥斯曼士兵袭击了辛贾尔山周围的雅兹迪人社區，在战斗中殺死了3,060名雅兹迪人，然后袭击并放火烧毁了300个雅兹迪人村庄，殺害了1,000-2,000名在辛贾尔镇周围的洞穴中避难的雅兹迪人； [25] [需要非第一手來源]
- 1892年，苏丹阿卜杜勒哈米德二世在其奥斯曼帝国伊斯兰化运动中下令对雅兹迪人进行大规模征兵或谋殺，该运动也针对亚美尼亚人和其他基督徒。 [26]

#### 2003年后伊拉克入侵时代
- 2007年4月，摩苏尔的一辆公共汽车被劫持。穆斯林和基督徒被告知下车，而其余23 名雅兹迪乘客则被送往摩苏尔东部地区并被殺害。
- 2007 年 8 月， 在摩苏尔附近的Qahtaniyah （辛贾尔以南）和 Jazeera（Siba Sheikh Khidir）的两个雅兹迪社區遭到总共 4 枚载有 2 吨炸药的汽车炸弹袭击，造成 336-500 人死亡，1,500 人受伤。肇事者身份不明；由于爆炸事件的规模和协调性，美国将“基地组织”视为首要嫌疑人。 [27]

## 暴力事件爆发
2014 年 8 月 3 日，ISIL(伊斯蘭國) 武装分子袭击并占领了伊拉克北部库尔德人控制，主要居住着雅兹迪人的辛贾尔（Sinjar）及周边地区。
雅兹迪人和 伊斯蘭國均在互联网發帖报称伊斯蘭國武装分子当天進行了即决处决，导致 200,000 名平民逃离辛贾尔，其中据报约有 50,000 名雅兹迪人逃往附近的辛贾尔山脉。他们被困在辛贾尔山中，被伊斯蘭國武装分子包围並面临饥饿和脱水。   
2014 年 8 月 4 日，雅兹迪埃米尔，米尔塔辛·赛义德亲王向全球领导人发出呼吁，呼吁为面临伊斯蘭國袭击的雅兹迪提供援助。 

## 屠殺

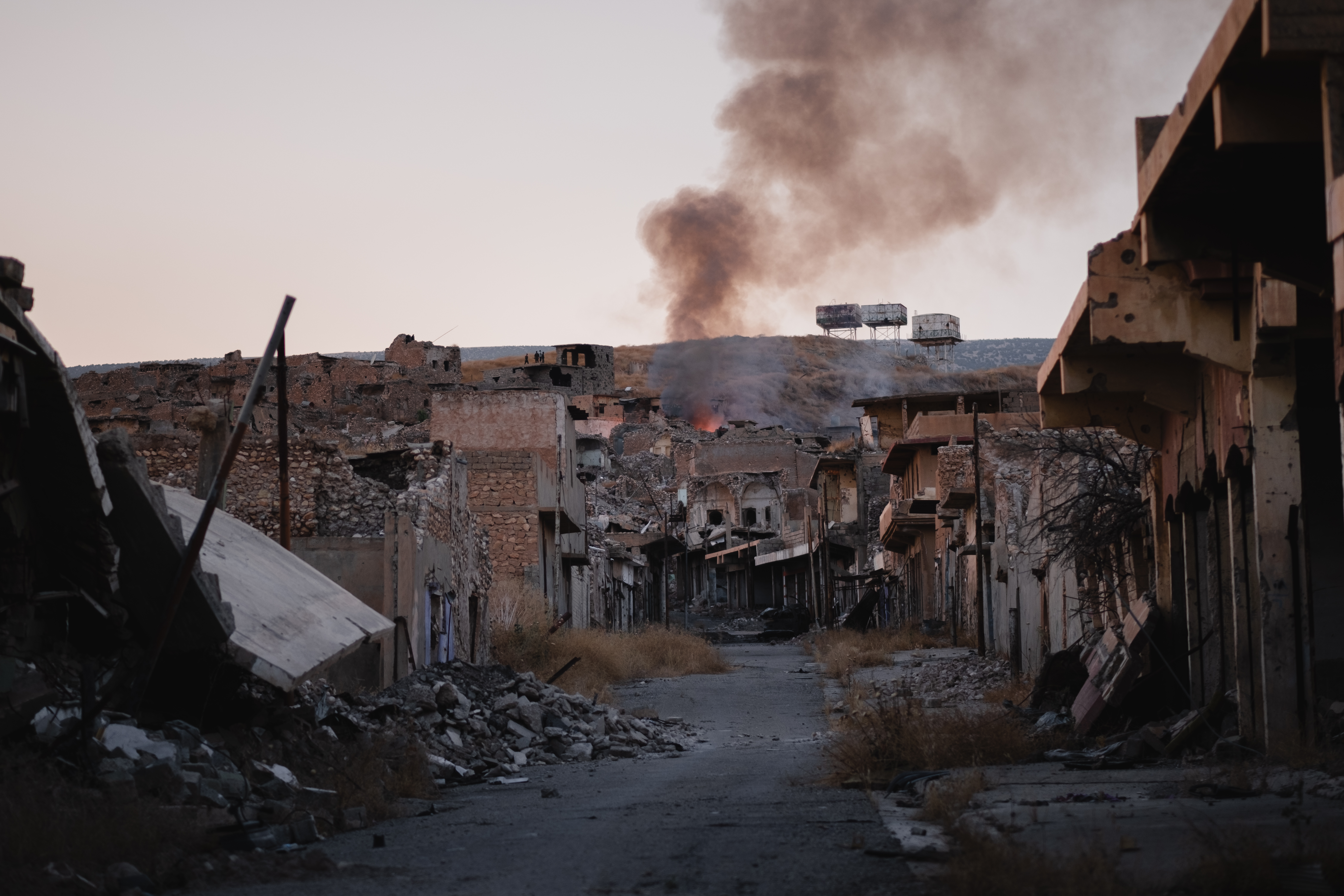
2019 年 7 月伊斯蘭國入侵后辛贾尔的废墟

2014年8月3日，伊斯蘭國殺害了多名al-Qahtaniya地区的男性，10个逃离的雅兹迪家庭遭到“伊斯蘭國”袭击；伊斯蘭國在 Qiniyeh 村枪殺了 70 至 90 名雅兹迪男子。 
8 月 4 日，伊斯蘭國武装分子袭击 Jabal Sinjar，殺死了 30 名雅兹迪男子；哈丹村亦有 60 名雅兹迪男子被殺害。 同日，雅兹迪社區领袖表示，最少有 200 名雅兹迪人在辛贾尔被殺（参见辛贾尔大屠殺）及60-70 人在拉马迪贾巴尔附近被殺。 据倖存的雅兹迪人报告，8 月 3 日至 6 日期间， Dhola村附近有 50 多名雅兹迪人被殺， Khana Sor村落有 100 人被殺， Hardan地区有 250 至 300 人被殺， Adnaniya和 Jazeera 之间的道路上有 200 多人被殺，al-Shimal村附近有数十人被殺，從Matu村到Jabal Sinjar的路上亦有人被殺害。 
8 月 10 日，据伊拉克政府的声明，伊斯蘭國武装分子在伊拉克北部一次造成 500 人死亡的袭击中活埋了数量不詳的雅兹迪婦女和兒童。     8 月 10 日越过底格里斯河逃進叙利亚库尔德人控制地区的人讲述了他们看到同样试图逃离但后来死亡的人。         
8 月 15 日，在辛贾尔以南的科乔雅兹迪村，全体居民在收到圣战分子要求皈依或被殺的最后通牒后，80 多人被殺。  一名目击者回忆说，村民们最初是在胁迫下皈依的， 但当村里的长老拒绝皈依时，所有的男性都被装进卡车，借口是要被带到辛贾尔，并在途中被枪殺。</link>根据人权高专办采访的幸存者的报告，8月15日，Khocho雅兹迪村的全部多达400名男性人口被伊黎伊斯蘭國围捕和枪殺，多达1,000名婦女和兒童被绑架；据报在同一天，塔尔阿法尔监狱中亦有多达 200 名雅兹迪男子因拒绝皈依而在被处决。 
8 月 24 日至 25 日期间，14 名雅兹迪老人在谢赫曼德神殿被伊斯蘭國处决，吉达拉村雅兹迪神殿被炸毁。  9 月 1 日，Kotan、 Hareko和 Kharag Shafrsky 等雅兹迪村庄被伊斯蘭國纵火，9 月 9 日，佩什梅加战士发现了一个亂葬崗，里面有 14 名被处决的平民，推测是雅兹迪人。 
根据人权高专办/联伊援助团9 月 26 日的报告，截至 8 月底，已有 1,600 至 1,800 名或更多雅兹迪人被谋殺、处决或饿死。  10月初，芝加哥大学研究雅兹迪历史的学者马修·巴伯估计，有5000名雅兹迪男子被伊斯蘭國殺害。 
据联合国称，2014年8月，伊斯蘭國在伊拉克北部屠殺了5000名雅兹迪男子，并绑架了约7000名後來被迫成为性奴隶雅兹迪婦女和女孩。 
2015年5月，雅兹迪进步党发表声明称，5月1日，300名雅兹迪俘虏在伊拉克塔尔阿法尔地区被伊斯蘭國殺害。 
《PLOS Medicine 》杂志 2017 年進行的一项调查大幅减少了雅兹迪人被殺害的估計人数，但同时增加了被绑架的人数，修正死亡人数为 2,100 人至 4,400 人，绑架人数为 4,200 人至 10,800 人。 

### 逊尼派的參與及合作
据报道，在數个村庄，当地逊尼派人士站在伊斯蘭國一方，待伊斯蘭國到来就背叛雅兹迪人放任屠殺，甚至可能提前与伊斯蘭國勾结，对雅兹迪人撒谎，引诱他们留在原地，直到恐怖分子入侵。但據報同時亦有一次关于逊尼派帮助雅兹迪人逃跑的事件。 

## 性奴役和生殖暴力
联合国秘书长2017年关于与冲突有关的性暴力的报告详细描述了对摩苏尔、辛贾尔、塔拉法尔和北部尼尼微平原的残酷袭击以及平民遭受的性暴力，其规模极其可怕，主要针对的是婦女以及来自民族和宗教少数群体的女孩。根据報告宣稱，971 名雅兹迪婦女和女孩已获释，但1,882 名雅兹迪婦女和女孩仍然在伊拉克和叙利亚被奴役。据报道，伊斯蘭國在摩苏尔行动期间强迫雅兹迪人从摩苏尔转移到拉卡（叙利亚），並進行了對贩运婦女和兒童的人口販運和交易，以及使用性奴婦女作为人盾。 

### 绑架事件
8 月 3 日，伊斯蘭國从al-Qahtaniya地区绑架了婦女和兒童，450-500 名被绑架的雅兹迪婦女和女孩被带到塔尔阿法尔；还有数百人首先被带到 Si Basha Khidri，然后到巴杰(Ba'aj)。  8月4日，伊斯蘭國武装分子袭击Jabal Sinjar时，在哈丹的雅兹迪村绑架了多名婦女，均為人妻子和女儿；其他雅兹迪婦女也在该地区的其他村庄被绑架。  8 月 6 日，伊斯蘭國在辛贾尔绑架了 400 名雅兹迪婦女，并将她们卖为性奴。 据幸存的雅兹迪人报稱，8 月 3 日至 6 日期间，有 500 名及200 多名雅兹迪婦女和兒童在巴杰被绑及塔尔巴纳特 (Tal Banat)被绑架。 根据伊拉克政府2014年8月10日的一份声明，数百名婦女在伊拉克北部被擄作奴隶。    8 月 15 日，在辛贾尔以南的 Kojo 雅兹迪村，有 100 多名婦女被绑架，  但根据幸存者的一些报告，Khocho 雅兹迪村有多达 1,000 名婦女和兒童被绑架。 根据人权高专办/联伊援助团 9 月 26 日的报告，截至 8 月底，多达 2,500 名雅兹迪人被绑架，其中大部分是婦女和兒童。  10月初，芝加哥大学研究雅兹迪历史的学者马修·巴伯编制了一份被抓获的4800名雅兹迪婦女和兒童的名单（估计被绑架的总人数可能高达7000人）。</link>
据美国有线电视新闻网报道，伊斯蘭國利用“强奸作为战争武器”把被绑架的雅兹迪婦女卖到奴隶市场。该组织有妇科医生对俘虜进行检查。雅兹迪婦女被进行身体观察，包括检查她们是否处女或怀孕。被发现怀孕的婦女被伊斯蘭國妇科医生带走并强制堕胎。 

### 遭受的對待
伍德罗·威尔逊国际学者中心的哈勒·埃斯凡迪亚里强调了伊斯蘭國武装分子在占领一个地区后对当地婦女的虐待行为。 “他们通常把年长的婦女带到临时奴隶市场并试图卖掉她们。年轻的女孩 ......被强奸或嫁给战士”，她说，并补充道，“这是基于临时的婚姻，而这些战士与这些年轻女孩发生性关系後，就会将她们轉予给其他战士。” 
纳赞德·贝吉哈尼 (Nazand Begikhani)在 2014 年 10 月谈到被伊斯蘭國抓获的雅兹迪婦女时稱：“这些婦女受到了像牲畜一样的对待 ……他们遭受身体暴力和性暴力，包括系统性强奸和性奴役。它们被公然展示在摩苏尔和叙利亚拉卡的市场上，贴着价格标签。” 据目击者证词所述，有据称遭到伊斯蘭國武装分子强奸的伊拉克雅兹迪女孩从辛贾尔山投崖自盡。 . 

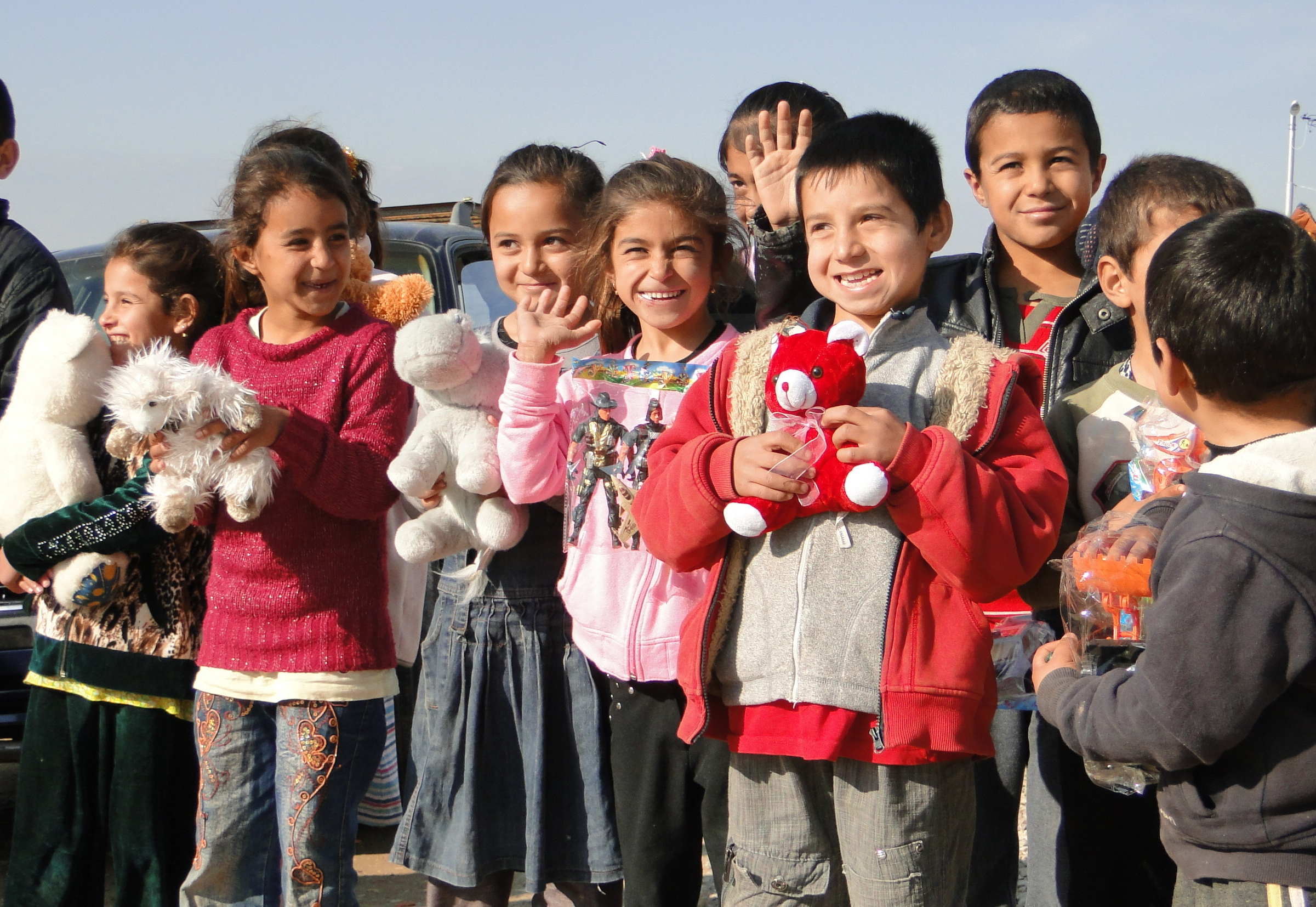
2014 年 12 月，捍卫国际组织向伊拉克库尔德斯坦的雅兹迪难民提供了人道主义援助。

联合国2014 年 10 月 2 日发布的一份基于对 500 名目击者的采访报告，称伊斯蘭國在8月将 450-500 名婦女和女童带到伊拉克尼尼微地区，“150 名未婚女童和婦女，主要来自雅兹迪和基督教社區，被绑架”。据报道，这些人被运往叙利亚，或作“奖励”被伊斯蘭國武装分子奴役，或被当作性奴出售”。 同样在 2014 年 10 月，一份联合国报告揭示，伊斯蘭國2014 年 8 月在伊拉克北部拘留了 5,000 至 7,000 名雅兹迪婦女作奴隶或强迫新娘
2014 年 11 月 4 日，捍卫国际组织的维达德·阿克拉维 (Widad Akrawi)博士表示，“国际社会应将對雅兹迪人的罪行定义为反人类罪及对该地区文化遗产的犯罪和种族清洗罪”，并补充说，雅兹迪女性正在遭受“系统性的性别暴力以及被战争武器性地奴役和强奸。” 當時一个月前，捍卫国际组织主席将她的2014 年国际普费弗和平奖献给雅兹迪人、基督徒和科巴尼的所有居民，她说，因为实地事实表明，这些爱好和平的人在他们的飞地里并不安全，部分原因是由于他们的种族血统和/或宗教信仰，因此他们迫切需要国际社会的即時关注。       她要求国际社会确保受害者不被遗忘；他们应该得到营救、保护、充分援助和公平的补偿。 
2017 年 6 月，伊拉克议会的维安·达希尔 (Vian Dakhil) 报称，一名被俘的性奴隶被餵了自己的一岁孩子。这名婦女在地窖里挨了三天饿，最后被绑架者给了一顿饭。吃完后，他们说：“我们把你从你那里夺走的一岁儿子煮熟了，这就是你刚才吃的”。 

### 販售流程
2014年11月3日，伊斯蘭國发布的雅兹迪和基督教女性“价目表”在网上被披露， Widad Akrawi博士和她的团队率先验证了该文件的真实性。   2014 年 11 月 4 日，Akrawi 分享了该文件的翻译版本。   2015 年 8 月 4 日，該同一份文件的真实性被联合国官员确认。  
美联社的 Lori Hinnant、Maya Alleruzzo 和 Balint Szlanko 在 2016 年年中撰文，报道称，尽管伊斯蘭國正在被伊拉克军队夺去领土，但它仍加强了“对约 3,000 名被当作性奴的婦女和女孩的控制”。  美联社看到的女孩广告中，伊斯蘭國正通过加密智能手机应用程序（主要是Telegram和Facebook ，其次是WhatsApp ）販售女性。 
许多婦女和女孩都穿着华丽，有些还化着浓妆。所有人都直视镜头，在一个看來是破旧的酒店宴会厅裡站在厚实的椅子或锦缎窗帘前。有些人刚小学毕业。没有人看上去年龄超过30岁。

### 生殖暴力
为了阻止其生育，雅兹迪婦女和兒童遭受了各种形式的生殖暴力。被俘虏的雅兹迪人被擄作奴隶，被迫服用避孕药和注射避孕针，而被俘虏的孕婦则成为强迫堕胎的受害者。报道称，雅兹迪婦女和女孩被告知必须堕已懷的胎，因为伊斯蘭國武装分子只養育穆斯林婴儿。旨在阻止雅兹迪婴儿出生的强迫怀孕也是另一种形式的生殖暴力及针对该群体采取的措施。这些破坏性意图和行为被描述为阻止未来的生育并造成严重的长期身体、心理和社会政治性影响。  

### 逃脱
自 2014 年以来，各界一直在努力营救那些被伊斯蘭國奴役的人，包括支付赎金。   叙利亚民主力量在罗贾瓦与伊斯兰冲突中从伊斯蘭國手中夺取领土后，解放了许多人。   2014 年 11 月， 《纽约时报》报道了五名逃离伊斯蘭國囚禁和虐待的人的證言。 
德国-伊拉克援助组织Luftbrücke Irak的创始人米尔扎·丁纳伊 ( Mirza Dinnayi)表示，伊斯蘭國登记了“每个奴隶、每个主人管有的人，因此，如果她逃脱，每个伊斯蘭國控制站、检查站或安全部队都知道——他们知道这个女孩 ...已经逃离了这个主人”。 在这些女孩第一次被擄奴后的一年多时间里，阿拉伯和库尔德走私者每月平均释放了 134 名“奴隶”。但据库尔德斯坦地区政府称，在 2016 年 5 月的之前六週，伊斯蘭國的镇压行动将这数字减少至仅 39 人。伊斯蘭國武装分子針對并殺害了“解救俘虏的走私者”。 2016年，由于石油价格暴跌以及与伊拉克中央政府在收入问题上的争端，库尔德斯坦地区政府为让婦女摆脱奴隶制而提供的资金被切断。 
雅兹迪婦女的释放仍在继续，其中一些人于 2020 年 7 月在安卡拉的伊斯蘭國指挥官的家中被发现。  2021 年 2 月，土耳其当局在安卡拉从两名 ISIS 指挥官手中救出了一名 7 岁的雅兹迪女孩

### 伊斯蘭國的信念
伊斯蘭國在其数位杂志《Dabiq》中明确声称奴役雅兹迪婦女具有宗教正当性。       伊斯蘭國的宗教理由遭到主流伊斯兰学者的驳斥。  
据《华尔街日报》报道，伊斯蘭國诉诸世界末日信仰，并声称“以圣训为理由，他们将奴隶制的复兴描述为世界末日的前兆”。  2014年底，伊斯蘭國发布了一本关于女奴隶待遇的小册子。      《纽约时报》在 2015 年 8 月表示，“自从该组织宣布奴隶制作为一种制度的复兴以来，对雅兹迪宗教少数群体婦女和女孩的系统性强奸已深深地融入该组织和该组织的激进神学之中。” 

## 被迫流放

### 逃進辛贾尔山脉和库尔德工人党的支持
8 月 3 日至 4 日，伊斯蘭國在伊拉克北部辛贾尔地区发动攻势，导致 30,000-50,000 名雅兹迪人因担心自己会被“伊斯蘭國”殺害而逃入辛贾尔山脉(Jabal Sinjar)。他們收到恐嚇，如果他们拒绝皈依伊斯兰教就会面臨死亡威胁。一名联合国代表表示，“一场人道悲剧正在辛贾尔上演”。 
2014年8月3日至4日或更长时间，雅兹迪兒童和一些老人或残疾人在辛贾尔山因饥饿、脱水和炎热而死亡。 据幸存者报告，截至 8 月 6 日，200 名雅兹迪兒童在逃往辛贾尔山时因口渴、饥饿、炎热和脱水而死亡。 
库尔德人民保护部队和库尔德工人党打破了伊斯蘭國对山的围困，使五万名被伊斯蘭國围困在辛贾尔山的雅兹迪人得以逃脱。他们中大多数人被库尔德工人党和人民保卫军的战士救出。        多国救援行动包括向山上投放物资以及用直升机疏散一些难民。 在8月12日的救援行动中，一架超载的伊拉克空军直升机在辛贾尔山坠毁，伊拉克空军少将马吉德·艾哈迈德·萨阿迪（飞行员）丧生，20人受伤。 
8 月 8 日，库尔德工人党向 3000 多名雅兹迪难民提供了人道援助和营地。 
截至 10 月 20 日，据报道仍有 2,000 名雅兹迪人留在辛贾尔地区并撤退到辛贾尔山脉，他们主要是留下来保护村庄的志愿战士，但也有平民（700 个尚未逃离的家庭），他们被伊斯蘭國强迫放弃了由伊斯蘭國控制的最后几个村庄，包括杜拉和博克。

### 强制皈依
《华盛顿邮报》的一篇文章称，估计有 7,000 名雅兹迪人被迫皈依“伊斯蘭國组织对伊斯兰教的严厉詮释”。 雅兹迪男孩被带到叙利亚拉卡接受为“伊斯蘭國”作战的训练，其中一些男孩在美国领导的部队逼近该组织时被迫参加战斗。  

### 雅兹迪人回归
在 2017 年末的战役中，伊斯蘭國从该地区被伊拉克和库尔德武装迫退后，两国政府都对该地区提出了主权要求。只有约 15%人口返回辛贾尔的雅兹迪人在此期间陷入了政治交火。雅兹迪人回到了一个废弃的小镇，那里有摇摇欲坠的建筑物、剩余的简易爆炸装置和大屠殺期间遇难者的遗骸。 
2017 年 11 月，发现了一个埋葬了约 70 人的乱葬坑 ，一个月后的 12 月，又发现了另一个埋葬约 90 名受害者的乱葬坑。 
至今當地仍有数千人口失踪。为了帮助寻找失踪人口，当地企业主利用他们的人脈网来定位他們。 前俘虏利用他们的关系网买回被卖为性奴的雅兹迪婦女，并将她们送回家人身边。这还可以防止他们的器官在黑市上出售，据伊斯蘭國线人称，每个器官的售价可达 60,000 至 70,000 美元。 

## 释放雅兹迪俘虏
2015年1月，约200名雅兹迪人被伊斯蘭國释放。库尔德军方官员认为，他们被释放是因为他们成為了负担。 2015 年 4 月 8 日，216 名雅兹迪人（其中大多数是兒童和老人）在被伊斯蘭國关押约八个月后被释放。他们的獲释是在美国领导的空襲及伊拉克地面部队向北推进并正在夺回提克里特對伊斯蘭國構成压力後發生的。基尔库克佩什梅格武装指挥官希瓦·阿卜杜拉将军表示，被释放的人健康状况不佳，有明显的被虐待和忽略照顧迹象。 
2016年3月，伊拉克安全部队在摩苏尔的伊斯蘭國防线后方开展特别行动，成功解救了一群被伊斯蘭國扣为人质的雅兹迪婦女。  
2016年3月，武裝组织库尔德工人党在一项名为“希洛烈士复仇行动”的行动中成功解救了被伊斯蘭國扣为人质的51名雅兹迪人三名库尔德工人党游击队员在行动中死亡。
2016年4 月，库尔德工人党与辛贾尔抵抗组织成功解救並释放了另外 53 名被伊斯蘭國扣为人质的雅兹迪人。 

## 归类为种族灭绝

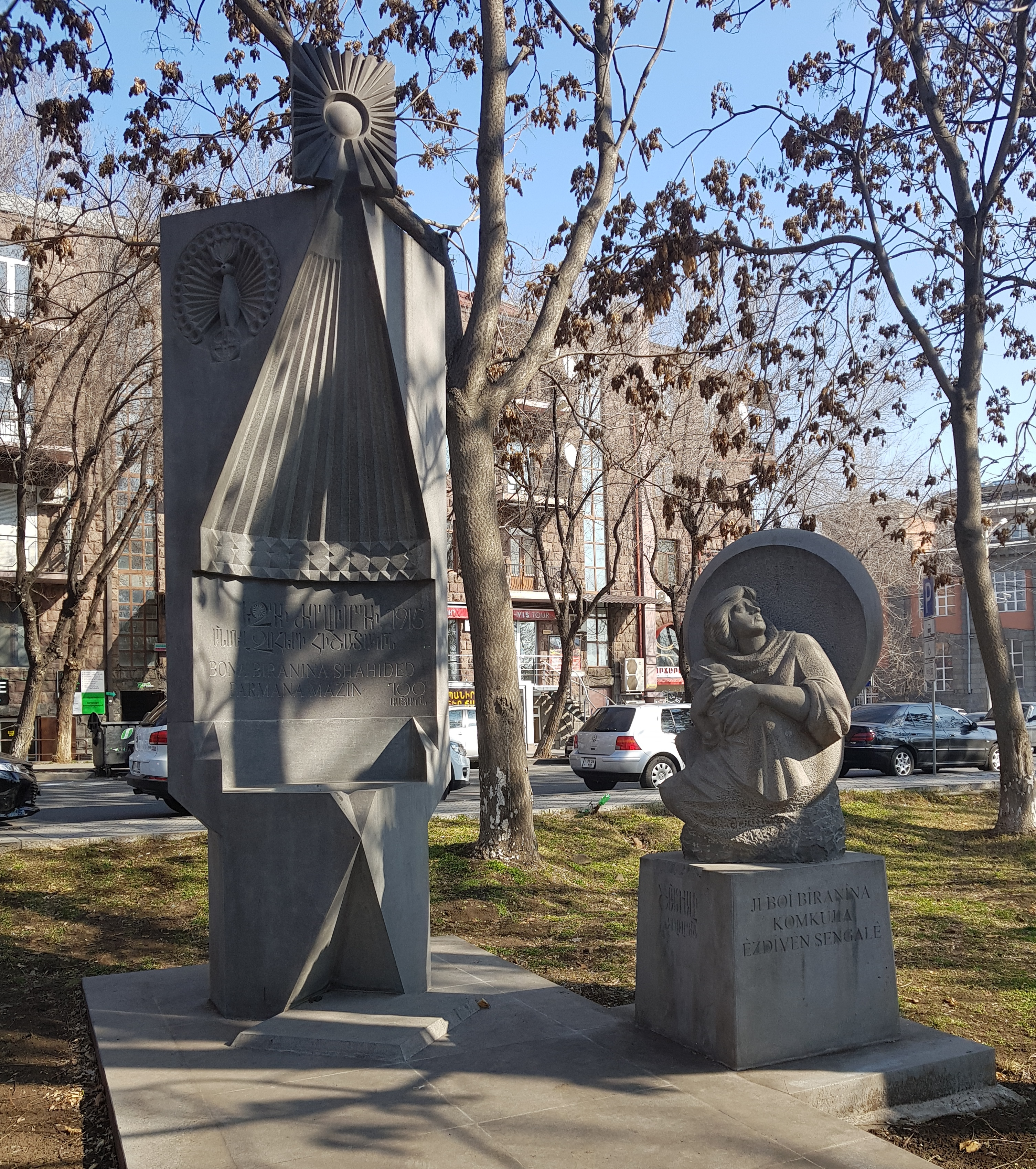
亚美尼亚埃里温的雅兹迪种族灭绝纪念碑

许多国际组织、团体及多国政府和议会将伊斯蘭國对待雅兹迪人的行为归类为种族灭绝，并對其予以谴责。雅兹迪人的种族灭绝已得到联合国 和欧洲议会多个机构的正式承认。 一些国家包括亚美尼亚国民议会、 澳大利亚议会、 英国议会、 加拿大议会、 和美国众议院也承认了这一点 。納赞德·贝吉哈尼 (Nazand Begikhani)和维达德·阿克拉维 (Widad Akrawi)博士等多位人权活动人士也主张这一观点。  
2017 年，CNN 记者乔马纳·卡拉德谢 (Jomana Karadsheh) 和克里斯·杰克逊 (Chris Jackson) 采访了前雅兹迪俘虏，并独家拍摄了达伊沙刑事调查组 (DCIU)。伊沙刑事调查组 (DCIU)是一个由伊拉克库尔德人和西方调查人员组成的团队，在伊拉克北部秘密行动了两年多，收集伊斯蘭國战争罪行的证据。 
- 联合国：
  - 在2015年3月的一份报告中，联合国人权事务高级专员办事处（难民署）将对雅兹迪人的迫害定性为种族灭绝。该组织称强迫宗教皈依和性奴役等众多暴行是整場恶意活动的一部分。 [11] [136]
  - 2017年8月，联合国人权理事会阿拉伯叙利亚共和国问题独立国际调查委员会（UNHRC）指出，“伊斯蘭國犯下了种族灭绝罪，试图通过殺戮、性奴役、奴役、酷刑虐待、强迫遷徙、转移兒童以及旨在禁止雅兹迪兒童出生的措施摧毀雅兹迪族。它补充说，种族灭绝仍在继续，并指出国际社会仍然必须认识到种族灭绝的有害影响。委员会写道，虽然一些国家可能选择忽视這次暴行中种族灭绝的性質，但暴行需要被正確理解，並且国际社会需要終結這場殺戮。 [137]
  - 2018年，安理会团队实施了成立新问责小组的想法，该小组将收集伊斯蘭國所犯国际罪行的证据。然而，国际社会并未完全支持这一想法，因为它有时可以监督其他武装团体参与的犯罪行为。 [138]
  - 2021 年 5 月 10 日，联合国促进追究达伊沙/伊黎伊斯蘭國所犯罪行调查小组（UNITAD）认定，伊黎伊斯蘭國在伊拉克的行为构成种族灭绝。 [139] [140] [141]

- 欧洲委员会：2016 年 1 月 27 日，欧洲委员会议会通过一项决议，指出：“以自称为‘伊斯蘭國’（达伊沙）的恐怖实体名义行事的个人 ……已犯下了种族灭绝行为和其他可被国际法判罚的严重罪行。各国应根据达伊沙实施种族灭绝的推定采取行动，并应意识到这需要根据 1948 年《联合国防止及惩治种族灭绝罪公约》采取行动。”但是並没有指出受害者的身份。 [142]

- 欧盟：2016 年 2 月 4 日，欧洲议会一致通过一项决议，承认“所谓的‘伊斯蘭國/达伊沙’正在对不同意他們对伊斯兰教的解释的基督徒和雅兹迪人以及其他宗教和少数民族实施种族灭绝”，因此这需要根据 1948 年《联合国防止及惩治种族灭绝罪公约》采取行动。 [128] [143]此外，它还呼吁将那些因种族或宗教原因故意实施暴行的人绳之以法，因他們违反了国际法、犯下反人类罪和种族灭绝罪。 [128] [143]

- 美国：美国国务院正式承认 2016 年和 2017 年在 伊斯蘭國控制地区发生的雅兹迪种族灭绝事件[144] 2016年3月14日，美国众议院以393票对0票一致投票，认定“伊斯蘭國”针对雅兹迪人、基督徒、什叶派和其他团体的暴力行为是种族灭绝行为。几天后，2016 年 3 月 17 日，美国国务卿约翰·克里宣布，“伊斯蘭國”针对雅兹迪人和其他人发起的暴力行为构成种族灭绝。 [133]

- 英国：2016 年 4 月 20 日，英国下议院一致支持一项动议，宣布伊斯蘭國对待雅兹迪人和基督徒的行为构成种族灭绝，并予以谴责，并将该问题提交给联合国安理会。在此过程中，保守党议员公然反抗因为外交部法律部门拒絕对潜在的战争罪进行法律描述的一貫政策（可以追溯到 1948 年《种族灭绝公约》通过）而曾试图劝阻他们发表这样的声明的本党政府。外交部秘书托拜厄斯·埃尔伍德在辩论中发言时遭到国会议员的嘲笑和打断，他表示，他个人认为发生了种族灭绝，但做出这一决定的不是政客，而是法院。 [131]此外，2017 年 3 月 23 日，地方权力下放的苏格兰议会通过了一项动议，指出：“[苏格兰议会]確認达伊沙 [ISIS] 对雅兹迪人行為為种族灭绝並予以谴责；承认偏执、残暴和宗教不寬容给人类带来了巨大的苦難和损失，[并]进一步確認伊斯蘭國对穆斯林、基督徒、阿拉伯人、库尔德人以及伊拉克和叙利亚中所有宗教和族群社區犯下的罪行並予以谴责；欢迎美国国会、欧洲议会、法国参议院、联合国和其他方面正式確認該罪行歸類為种族灭绝”。 [145] [146]
- 加拿大：2016 年 10 月 25 日，加拿大下议院一致支持议员米歇尔·伦佩尔·加纳( CPC ) 提出的一项动议，確認 ISIS 对雅兹迪人民实施种族灭绝，確認 ISIS 仍然囚禁许多雅兹迪婦女和女孩為性奴，支持联合国委员会最近的一份报告并采取相應行动，并在 120 天内为雅兹迪婦女和女孩提供庇护。 [132]
- 法国：2016 年 12 月 6 日，法国参议院一致通过一项决议，當中指出伊斯蘭國针对“基督徒和雅兹迪人、其他少数民族和平民”的行为是犯下“战争罪”、“反人类罪”，并构成“种族灭绝”。它还邀请政府“利用一切法律渠道”確認这些罪行，并对肇事者进行审判。 [147]两天后，国民议会通过了一项类似的决议（最初由共和党的伊夫·弗罗米恩于 2016 年 5 月 25 日提出），社会党、生态学家和共和党团体弃权，其他团体贊同。 [148] [149]
- 亚美尼亚：2018年1月，亚美尼亚议会承认伊斯蘭國2014年的行為為对雅兹迪人的种族灭绝并予以谴责，并呼吁国际社会对事件进行调查。 [150]
- 以色列：2018 年 11 月 21 日，反对党议员Ksenia Svetlova ( ZU ) 提出一项承认伊斯蘭國對雅兹迪人的殺害為种族灭绝的法案，但在以色列议会以 58 比 38 的投票结果被否决。联合党拒绝该法案的理由是，联合国尚未承认这是种族灭绝。 [151]

- 伊拉克：2021 年 3 月 1 日，伊拉克议会通过了《雅兹迪[女性]幸存者法案》，该法案向幸存者提供援助，并“确定伊斯蘭國对雅兹迪、土库曼、基督徒和沙巴克人犯下的暴行为种族灭绝和危害人类罪。” [152]该法律提供了补偿、復康和重返社会措施、养老金、提供土地、住房和教育以及公共部门就业配额。 [153] 2021 年 5 月 10 日，联合国促进追究达伊沙/伊黎伊斯蘭國所犯罪行调查小组（UNITAD）认定，伊斯蘭國在伊拉克的行为构成种族灭绝。 [139]

- 比利时：2021 年 6 月 30 日，比利时众议院外交关系委员会一致批准反对派代表Georges Dallemagne ( cdH ) 和Koen Metsu ( N-VA ) 的一项决议，承认伊斯蘭國 2014 年 8 月屠殺数千名雅兹迪男子和奴役数以千计的雅兹迪婦女和兒童被视为种族灭绝。该决议也可能在众议院以压倒性多数通过，當中呼吁比利时政府加大力度支持受害者并起诉肇事者（无论是在国际刑事法院，还是在新的特设法庭）。 [154] 2021 年 7 月 17 日，比利时议会一致投票將 2014 年雅兹迪人在伊斯蘭國 (ISIS) 手中遭受的苦难視為为种族灭绝。 [155]

- 荷兰：2021 年 7 月 6 日，荷兰众议院一致通过了议员Anne Kuik ( CDA ) 提出的一项动议，將伊斯蘭國针对雅兹迪人口犯下的罪行視為种族灭绝和反人类罪。 [156]

- 德国：2023 年 1 月 19 日，德国联邦议院一致承认针对雅兹迪人的罪行为种族灭绝。 [157]该决议由政府和反对派联合提出，同時呼吁起诉肇事者并为重建雅兹迪村庄提供援助。 [158]

## 时程表
| 时间线              | 种族灭绝及相关事件 |
| ------------------- | --- |
| 2013年              | 伊斯兰主义者威胁摩苏尔大学的雅兹迪学生                                                                                   |
| 2014 年 6 月 10 日  | 伊拉克第二大城市摩苏尔落入伊斯蘭國控制之下                                                                               |
| 2014 年 6 月 16 日  | 伊斯蘭國占领特拉法尔 |
| 2014 年 8 月 3 日   | 库尔德武装撤退后，伊斯蘭國袭击了辛贾尔。雅兹迪国内流离失所者逃往辛贾尔山，但被困，无法获得必需品。许多人在逃難过程中丧生 |
| 2014 年 8 月 4 日   | 至少 60 名雅兹迪男子在哈丹村被伊斯蘭國殺害，而婦女和兒童则被强行扣押到特拉阿法尔。                                       |
| 2014 年 8 月 7 日   | 美国以结束对辛贾尔山的围困為目標發動空袭。数千名雅兹迪人已被伊斯蘭國殺害或俘虏                                           |
| 2014年8月9日至11日  | 叙利亚库尔德武装打通了從辛贾尔山出發的逃生走廊。至少 100,000 名境内流离失所者抵达伊拉克库尔德斯坦地区                    |
| 2014 年 8 月 14 日  | 美国结束了对辛贾尔山的人道救援空投                                                                                       |
| 2014 年 8 月 15 日  | 伊斯蘭國在围困了科乔两周后進行了科乔大屠殺。大多数男性村民被殺害，男孩被迫成为兒童兵，婦女和女孩被卖为性奴               |
| 2014年10月          | 伊斯蘭國继续在其達比克(Dabiq)雜誌上进行鼓吹宣传奴役雅兹迪人                                                              |
| 2015 年 11 月 13 日 | 库尔德武装和雅兹迪武装团体将辛格尔从伊斯蘭國手中解放出来                                                                 |
| 2019 年 3 月 22 日  | 叙利亚东部巴古兹解放。据报道，雅兹迪俘虏被伊斯蘭國斩首。雅兹迪的强迫童兵被释放                                           |
| 2019 年 10 月 27 日 | 伊斯蘭國领导人阿布·贝克尔·巴格达迪在叙利亚被美国击毙                                                                     |
| 2021 年 3 月 1 日   | 伊拉克议会通過雅兹迪幸存者立法，提供补偿、土地和就业机会                                                                 |
| 2021 年 2 月 6 日   | 为科乔大屠殺中的 104 名雅兹迪人举行了葬礼。辛贾尔周围约 80 个亂葬崗中挖出了数以百具尸体，當中一些无法辨认。              |

## 国际反应

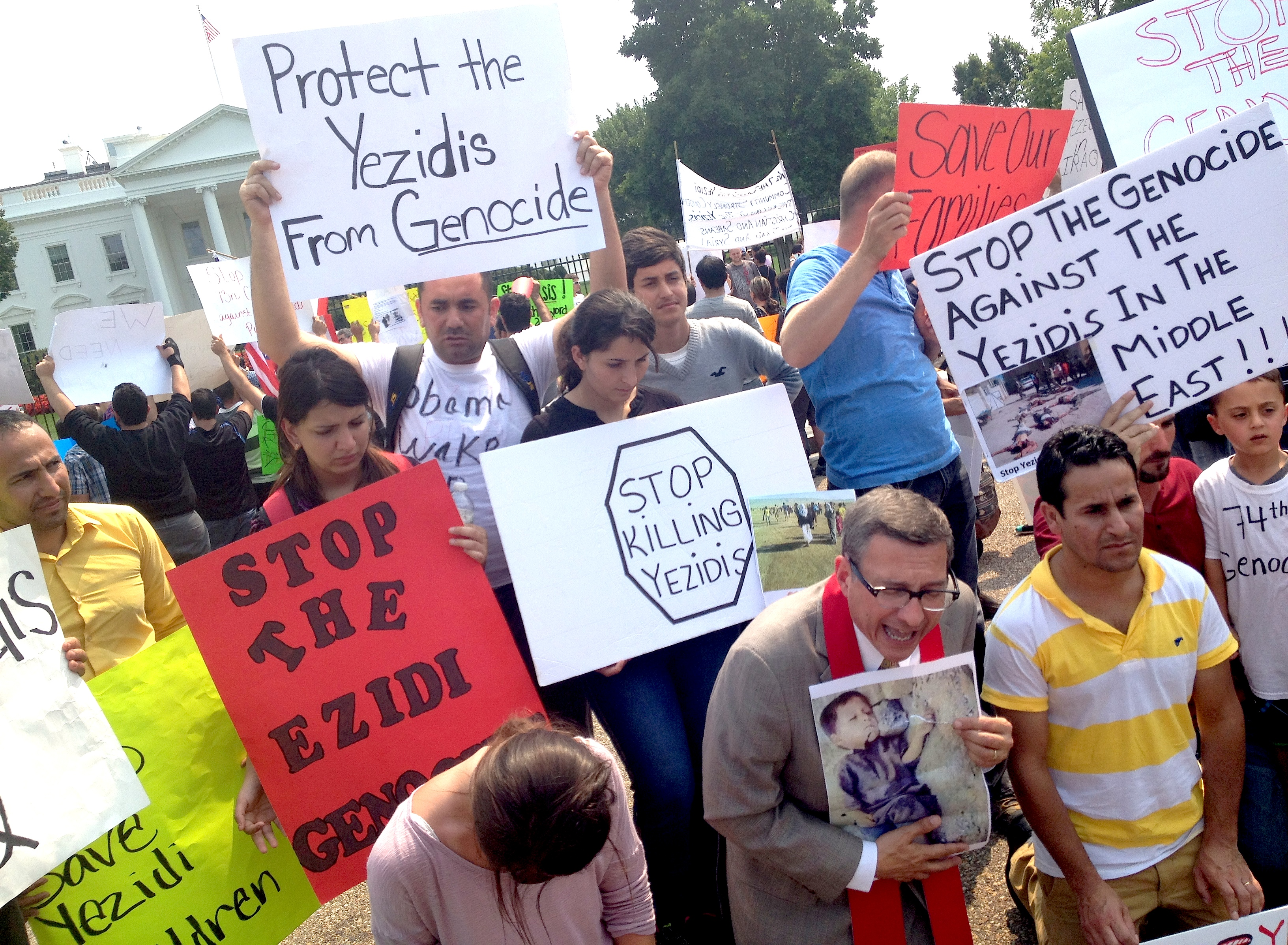
在华盛顿特区白宫前的雅兹迪示威（2014 年 8 月）

伊斯蘭國针对雅兹迪人的暴行遭到著名伊斯兰学者和穆斯林组织的强烈谴责。   

### 西方军事干预
2014 年 8 月 7 日，美国总统巴拉克·奥巴马下令对伊斯蘭國武装分子进行針對性空袭，并对雅兹迪人进行紧急空投救援。空袭于 8 月 8 日开始。 （参见美国领导的对伊拉克的干预（2014年至今） ）#奥巴马授权空袭。）
2014年8月8日，美国宣称伊斯蘭國对雅兹迪人的系统性灭絕是种族灭绝。 
巴拉克·奥巴马总统授权了发动为保护雅兹迪人，同时也保护美国人和伊拉克少数民族的袭击。奥巴马总统保证不会部署军队参加战斗。在 8 月 9 日的空袭中，美国同時空投了3,800 加仑水和 16,128 个即食口糧(MRE) 。在这些行动之后，英国和法国表示他们也将开始空投。 
2014 年 8 月 10 日，大约东部时间2:15上午，美国对武装车辆和迫击炮阵地进行了五次额外空袭，讓 20,000-30,000 名雅兹迪伊拉克人得以逃進叙利亚，随后被库尔德军队救出。库尔德军队随后在杜胡克为雅兹迪人提供庇护。  
2014 年 8 月 13 日，驻扎在埃尔比勒的不到 20 名美国特种部队与英国特种空勤部队一起考察了辛贾尔山附近地区，以收集情报并计划仍被困在辛贾尔山的约 30,000 名雅兹迪人的撤離疏散。另外一百二十九名美国军事人员被部署到埃尔比勒进行评估并向奥巴马总统提供报告。 美国中央司令部並报告已经进行了第七次空投，迄今为止，已向该地区流离失所的雅兹迪人空投了 114,000 份餐食和超过 35,000 加仑的水。 
五角大楼在 2014 年 8 月 14 日的一份声明中表示，前一天考察过的 20 名美国人员得出的结论是，營救行动可能没有必要，因为行縱暴露或脱水的危险较小，而且据信雅兹迪人已不再有被伊斯蘭國袭击的风险。据估计，山上仍有 4,000 至 5,000 人，其中近一半是围困前已居住在那里的雅兹迪牧民。   
库尔德官员和雅兹迪难民表示，山上数千名未成年人、老年人和残疾人仍然孤立無援，库尔德斯坦达胡克省省长法哈德·阿特鲁奇表示，該评估“不正确”，尽管人们正在遭受苦难， “国际社会没有采取行动”。 

### 人道救援
3万-4万雅兹迪人逃往叙利亚，10万雅兹迪人在库尔德人控制的伊拉克扎科避难。 在叙利亚，联合国难民署为雅兹迪难民提供物资和交通工具，叙利亚当地社區為他們提供饍食。 土耳其最初在斯洛比接收了 2,000 名雅兹迪难民，在那里为他们提供食物和医疗服务，  但一些难民被遣返。土耳其救灾机构（AFAD）亦在伊拉克扎科设立了难民营。  据报道，截至 8 月 31 日，土耳其收容了 16,000 名雅兹迪难民。 
美国军方空投了食物和水给被困在辛贾尔山的雅兹迪人。 今日《Zaman》报道称，土耳其亦向伊拉克境内的雅兹迪难民空投了人道援助。 

### 国际組織
- 联合国——2014年8月13日，联合国宣布雅兹迪危机为最高级别的“3级紧急状态”，并表示该紧急状态“将有助于调动更多的物资、资金和资产资源，以确保更有效地应对雅兹迪危机中被迫流离失所的民众的人道需求"。 [182] [193] 2015 年 3 月 19 日，联合国一个小组得出结论认为，伊黎伊斯蘭國“可能对雅兹迪人進行了”种族灭绝，调查负责人苏基·纳格拉 (Suki Nagra) 表示，針对雅兹迪人的袭击“不仅仅是自发或突发的，明顯是精心策划的”。 [194]
- 阿拉伯联盟——2014年8月11日，阿拉伯联盟指控伊斯蘭國通过迫害雅兹迪人犯下反人类罪。 [195] [196]
- 保卫国际组织– 2014 年 9 月 6 日，保卫国际组织发起了一项题为“拯救雅兹迪人：全世界必须立即行动”的全球运动，以提高人们对辛贾尔雅兹迪人悲剧的认识；协调与加紧营救被伊斯蘭國抓获的雅兹迪和基督徒婦女和女童有关的活动；為讨论和交流与保障雅兹迪人基本权利相关的事项和各地活动的信息提供一个平台；并在工作与该运动相关的潜在合作伙伴和社群之间架設溝通桥梁，包括活跃于婦女和女童权利领域的个人、团体、社區和组织、以及参与结束现代社会针对婦女和女童的奴役和暴力行为的行动者。 [68] [197]美国国际宗教自由委员会（USCIRF）强调雅兹迪人面临的持续威胁，并呼吁美国政府采取行动支持伊拉克雅兹迪人的人权和宗教自由。 [198]

### 检控
正义与问责中心(CJA) 的阿迈勒·克鲁尼 ( Amal Clooney ) 代表五名雅兹迪婦女在弗吉尼亚东区美国地方法院起诉乌姆沙耶夫，寻求檢控沙耶夫在她们的奴役中所扮演的角色。  2021 年，有伊斯蘭國婦女被德国法院因参与奴役雅兹迪婦女而將其定罪。 德国法院还起诉了伊斯蘭國伊拉克成员塔哈·朱迈利 (Taha al-Jumailly)，罪名是他参与雅兹迪种族灭绝，其中包括谋殺一名五岁女孩。 雅兹迪司法委员会的一份报告涵盖了土耳其、叙利亚和伊拉克等国未能防止和惩處种族灭绝事件的指控。 

### 安置
美国参议员艾米·克洛布彻 (Amy Klobuchar ) 和林赛·格雷厄姆 (Lindsey Graham)呼吁美国总统乔·拜登帮助安置 2014-2017 年伊斯蘭國运动中的雅兹迪幸存者。 

## 雅兹迪人对阿拉伯邻国的报复
据国际特赦组织报道，2015年1月25日，雅兹迪民兵袭击了伊拉克北部辛贾尔地区的两个阿拉伯村庄（吉里和西巴亚），造成21名平民死亡。枪手还绑架了其他 40 名居民，其中 17 人仍然失踪并被推定死亡。 

## 电影
- 战火姐妹 (2019 年电影)

## 进一步阅读
- Revkin, Mara; Wood, Elisabeth. . The Journal of Global Security Studies. 2021, 6 (2): 1–20. doi:10.1093/jogss/ogaa038.

- Nanninga, Pieter. Smeulers, Alette; Weerdesteijn, Maartje; Hola, Barbora , 编. . Oxford University Press. 2019. ISBN 978-0-19-882999-7 （英语）.

1. 1 2 3  Labott, Elise; Kopan, Tal. . CNN. 17 March 2016  [17 March 2016]. （原始内容存档于17 March 2016）.
2. ↑  . Gesellschaft für bedrohte Völker e.V. (GfbV).   [18 May 2019]. （原始内容存档于23 April 2019） （美国英语）.
3. ↑  Spencer, Richard. . The Daily Telegraph. 14 October 2014  [18 May 2019]. ISSN 0307-1235. （原始内容存档于12 February 2019） （英国英语）.
4. ↑  Taylor, Lin. . Reuters. 9 May 2017  [3 May 2021]. （原始内容存档于2023-05-30） （美国英语）.
5. ↑  Cetorelli, Valeria. . PLOS Medicine. 9 May 2017, 14 (5): e1002297. PMC 5423550 . PMID 28486492. doi:10.1371/journal.pmed.1002297.
6. 1 2  Roussinos, Aris. . VICE News. 16 August 2014  [30 January 2016]. （原始内容存档于24 September 2014）.
7. 1 2  Pamuk, Humeyra. . Reuters. 26 August 2014  [1 July 2017]. （原始内容存档于18 October 2017）.
8. 1 2  Shelton, Tracey. . GlobalPost.   [30 January 2016]. （原始内容存档于2 September 2014）.
9. ↑  Watson, Ivan; Botelho, Greg. . CNN. 10 August 2014  [30 January 2016]. （原始内容存档于7 February 2016）.
10. ↑  . Huffington Post. 10 August 2014  [11 August 2014]. （原始内容存档于10 August 2014）.
11. 1 2 3  . BBC Russian Service/BBC. 19 March 2015  [16 April 2015]. （原始内容存档于2020-03-08） （俄语）.
12. ↑  . Радио Свобода (Radio Free Europe/Radio Liberty). 19 March 2015  [16 April 2015]. （原始内容存档于10 July 2015）.
13. ↑  Callimachi, Rukmini. . The New York Times. 16 August 2018. （原始内容存档于21 October 2018）.
14. ↑  Arraf, Jane. . The Christian Science Monitor. 7 August 2014  [8 August 2014]. （原始内容存档于8 August 2014）.
15. 1 2  Blair, David. . The Telegraph (London). 6 June 2015  [24 August 2014]. （原始内容存档于23 August 2014）.
16. ↑  Slater, Andrew. . The Daily Beast. 13 June 2014  [6 December 2020]. （原始内容存档于2023-03-29）.
17. ↑  Phillips, David L. . Bloomsbury Publishing. 29 November 2018. ISBN 9781786735768 （英语）.
18. ↑  Phillips, David L. . Routledge. 5 July 2017. ISBN 9781351480369 （英语）.
19. ↑  . MSNBC. 23 November 2015  [17 March 2016]. （原始内容存档于16 March 2016）.
20. ↑  Denkinger J.K., Windthorst P., El Sount C.R.-O., Blume M., Sedik H., Kizilhan J.I., Gibbons N., Pham P., Hillebrecht J., Ateia N., Nikendei C., Zipfel S., Junne F. . The Lancet. 2017, 390 (10106): 1946. PMID 29115224. doi:10.1016/S0140-6736(17)32701-0.
21. ↑    [The Rise and Fall of the Islamic State]. TUT.BY. 14 November 2017  [21 January 2021] （俄语）.
22. ↑  Açikyildiz, Birgül. . Bloomsbury Academic. 16 October 2014. ISBN 978-1-78453-216-1 （英语）.
23. ↑  Callimachi, Rukmini. . The New York Times. 13 August 2015  [2023-11-18]. （原始内容存档于2018-07-19）.
24. ↑  Staff. . Yahoo News. 9 August 2014  [6 June 2015]. （原始内容存档于28 January 2015）.
25. ↑  Çelebi, Evliya. . 由Dankoff, Robert翻译. SUNY Press. 1991: 169–171. ISBN 0-7914-0640-7.
26. ↑  Edip Gölbasi, The Yezidis and the Ottoman State: Modern power, military conscription, and conversion policies, 1830-1909 (Master's Thesis: Atatürk Institute for Modern Turkish History, 2008). See also: Nelida Fuccaro, 'Communalism and the State in Iraq: The Yazidi Kurds, c.1869-1940", Middle Eastern Studies, Vol. 35, No. 2 (April 1999), p. 6
27. ↑  . The Scotsman. 16 August 2007  [3 June 2015]. （原始内容存档于1 November 2007）.
28. 1 2  Sly, Liz. . The Washington Post. 10 August 2014  [11 August 2014]. （原始内容存档于7 May 2019）.
29. ↑  Khalel, Sheren; Vickery, Matthew. . Middle East Eye. 12 December 2014  [6 March 2015]. （原始内容存档于2 April 2015）.
30. 1 2  David Stout. . Time. 6 August 2014  [3 June 2015]. （原始内容存档于3 June 2015）.
31. ↑  . BBC News. 7 August 2014  [6 June 2015]. （原始内容存档于8 August 2014）.
32. ↑  Levs, Josh. . CNN. 7 August 2014  [7 August 2014]. （原始内容存档于7 August 2014）.
33. ↑  Packer, George. . The New Yorker. 6 August 2014  [22 August 2014]. （原始内容存档于13 October 2017）.
34. 1 2 3 4 5 6 7 8 9 10 11 12 13 14 15  Report on the Protection of Civilians in Armed Conflict in Iraq: 6 July – 10 September 2014 的存檔，存档日期2 October 2014.. UN Assistance Mission for Iraq (UNAMI) and the Office of the High Commissioner for Human Rights (OHCHR). Retrieved 4 April 2015.
35. ↑  Adam Withnall. . The Independent (London). 10 August 2014  [6 June 2015]. （原始内容存档于11 August 2014）.
36. 1 2  . Novinky.cz.   [18 August 2014]. （原始内容存档于12 August 2014）.
37. 1 2  Rasheed, Ahmed. . Reuters. 10 August 2014  [12 August 2014]. （原始内容存档于12 August 2014）.
38. ↑  Chulov, Martin. . 11 August 2014  [12 August 2014]. （原始内容存档于7 May 2019）.
39. ↑  Joshi, Priya. . International Business Times. 8 August 2014  [12 August 2014]. （原始内容存档于11 August 2014）.
40. ↑  . 11 August 2014  [12 August 2014]. （原始内容存档于7 October 2014）.
41. ↑  Rasheed, Ahmed. . The Sydney Morning Herald. 11 August 2014  [22 August 2014]. （原始内容存档于12 August 2014）.
42. ↑  Yacoub, Sameer N. . abc news. Associated Press.   [12 August 2014]. （原始内容存档于21 August 2014）.
43. ↑  . The Jerusalem Post. Reuters.   [12 August 2014]. （原始内容存档于12 August 2014）.
44. ↑  Gander, Kashmira. . The Independent (London). 8 August 2014  [12 August 2014]. （原始内容存档于12 August 2014）.
45. ↑  Krohn, Jonathan. . The Telegraph (London). 10 August 2014  [12 August 2014]. （原始内容存档于11 August 2014）.
46. 1 2  Coren, Anna; Carter, Chelsea J. . CNN.   [16 August 2014]. （原始内容存档于16 August 2014）.
47. 1 2  Zavadski, Katie. . New York.   [16 August 2014]. （原始内容存档于16 August 2014）.
48. 1 2  . Observer. 18 November 2015  [20 January 2021]. （原始内容存档于2023-11-29） （美国英语）.
49. ↑  . BBC News. 2 May 2015  [3 May 2015]. （原始内容存档于3 May 2015）.
50. ↑  Ahmed, Azam. . The New York Times. 27 August 2014  [6 June 2015]. （原始内容存档于13 July 2015）.
51. ↑  Ochab, Ewelina. . Forbes. 4 August 2022  [15 October 2022]. （原始内容存档于2022-10-15）.
52. ↑   (PDF). United Nations Security Council. 15 April 2017  [15 October 2022]. （原始内容存档 (PDF)于2022-11-11）.
53. ↑  . Almasalah.com.   [18 August 2014]. （原始内容存档于15 August 2014）.
54. ↑  Shubert, Atika; Naik, Bharati. . CNN. 6 October 2015  [8 October 2015]. （原始内容存档于8 October 2015）.
55. ↑  Brekke, Kira. . The Huffington Post. 8 September 2014  [11 September 2014]. （原始内容存档于12 September 2014）.
56. ↑  Ivan Watson, "'Treated like cattle': Yazidi women sold, raped, enslaved by ISIS" 的存檔，存档日期21 November 2014., cnn.com, 30 October 2014.
57. ↑  Ahmed, Havidar. . Rudaw Media Network. 14 August 2014  [26 August 2014]. （原始内容存档于19 August 2014）.
58. ↑  Nebehay, Stephanie. . Reuters. 2 October 2014  [2 October 2014]. （原始内容存档于2 October 2014）.
59. ↑  Spencer, Richard. . The Telegraph (London). 14 October 2014  [3 November 2014]. （原始内容存档于12 February 2019）.
60. 1 2  .   [30 September 2015]. （原始内容存档于28 October 2015）.
61. ↑  .   [20 October 2014]. （原始内容存档于23 October 2014）.
62. ↑  .   [30 September 2015]. （原始内容存档于19 October 2015）.
63. ↑  .   [24 September 2015]. （原始内容存档于25 July 2015）.
64. ↑  .   [20 October 2014]. （原始内容存档于11 November 2014）.
65. ↑  .   [20 October 2014]. （原始内容存档于20 October 2014）.
66. ↑  .   [20 October 2014]. （原始内容存档于20 October 2014）.
67. ↑  .   [20 October 2014]. （原始内容存档于20 October 2014）.
68. 1 2  .   [29 September 2015]. （原始内容存档于5 November 2018）.
69. ↑  . AOL.com. 27 June 2017  [3 July 2017]. （原始内容存档于2 July 2017） （英语）.
70. ↑  .   [13 October 2015]. （原始内容存档于26 June 2019）.
71. ↑  . 5 August 2015  [13 October 2015]. （原始内容存档于19 October 2015）.

. 7 August 2015  [13 October 2015]. （原始内容存档于12 August 2015）.

.   [13 October 2015]. （原始内容存档于4 February 2016）.
72. ↑  . 8 August 2015  [13 October 2015]. （原始内容存档于11 October 2015）.

. Detroit Newstime.   [13 October 2015]. （原始内容存档于25 July 2017）.
73. ↑  .   [13 October 2015]. （原始内容存档于4 February 2016）.

.   [13 October 2015].[永久]

.   [13 October 2015]. （原始内容存档于4 February 2016）.
74. ↑  . Independent.co.uk. 4 August 2015  [13 October 2015]. （原始内容存档于2 October 2015）.
75. ↑  .   [13 October 2015]. （原始内容存档于9 September 2015）.
76. 1 2 3 4  Hinnant, Lori; Alleruzzo, Maya; Szlanko, Balint. . The Washington Post. 5 July 2016  [5 July 2016]. （原始内容存档于6 July 2016）.
77. ↑  Borda, Aldo. . Journal of Genocide Research. 2022: 1–21. S2CID 250974007. doi:10.1080/14623528.2022.2100594 .
78. ↑  Malik, Nikita. . The Henry Jackson Society. 2017. ISBN 978-1-909035-34-8 （英语）.
79. ↑  . Wilson Center.   [20 August 2020]. （原始内容存档于2019-10-23）.
80. ↑  Hagedorn, Elizabeth. . Middle East Eye. 4 March 2020  [20 August 2020]. （原始内容存档于2024-01-27）.
81. ↑  Dawod, Saman. . Al-Monitor. 6 July 2020  [20 August 2020]. （原始内容存档于2021-03-02）.
82. ↑  Said, Rodi. . Reuters. 14 June 2017  [20 August 2020]. （原始内容存档于2023-09-18）.
83. ↑  . Al Arabiya. 13 April 2019  [20 August 2020]. （原始内容存档于2020-12-02）.
84. ↑  Semple, Kirk. . The New York Times. 14 November 2014. （原始内容存档于15 January 2017）.
85. ↑  Gönültaş, Hale. . Duvar. 31 July 2020  [20 August 2020]. （原始内容存档于2023-12-04）.
86. ↑  . Boldmedya. 16 October 2019  [20 August 2020].
87. ↑  . BBC News. 23 January 2021  [2023-11-18]. （原始内容存档于2024-02-05）.
88. 1 2  . Newsweek. Reuters. 13 October 2014  [3 November 2014]. （原始内容存档于5 February 2019）.
89. ↑  Athena Yenko, "Judgment Day Justifies Sex Slavery Of Women – ISIS Out With Its 4th Edition Of Dabiq Magazine", 的存檔，存档日期18 October 2014. International Business Times-Australia, 13 October 2014.
90. ↑  Allen McDuffee, "ISIS Is Now Bragging About Enslaving Women and Children" 的存檔，存档日期24 June 2018., The Atlantic, 13 October 2014.
91. ↑  Salma Abdelaziz, "ISIS states its justification for the enslavement of women" 的存檔，存档日期5 January 2015., CNN, 13 October 2014.
92. ↑  Spencer, Richard. . The Telegraph (London). 13 October 2014  [3 November 2014]. （原始内容存档于6 February 2019）.
93. ↑  . The Economist. 18 October 2014  [15 March 2015]. （原始内容存档于27 March 2018）.
94. ↑  Samar El-Masri. . The International Journal of Human Rights. 2018. Regardless of ISIS’s interpretation of certain Quranic verses to justify their explicit practice of sexual slavery – which was publicly refuted by dozens of Islamic scholars – and regardless of the social, cultural and religious reasons that may clarify ISIS’s disregard of girls’ and women’s rights, the victims deserve justice.
95. ↑  Nour Malas, "Ancient Prophecies Motivate Islamic State Militants: Battlefield Strategies Driven by 1,400-year-old Apocalyptic Ideas" 的存檔，存档日期26 March 2017., The Wall Street Journal, 18 November 2014; accessed 22 November 2014.
96. ↑  Amelia Smith, "ISIS Publishes Pamphlet On How to Treat Female Slaves" 的存檔，存档日期19 October 2017., Newsweek, 9 December 2014.
97. ↑  Greg Botelho, "ISIS: Enslaving, having sex with 'unbelieving' women, girls is OK" 的存檔，存档日期16 December 2014., CNN, 13 December 2014.
98. ↑  Katharine Lackey, "Pamphlet provides Islamic State guidelines for sex slaves" 的存檔，存档日期21 September 2017., USA Today, 13 December 2014.
99. ↑  Carey Lodge, "Islamic State issues abhorrent sex slavery guidelines about how to treat women" 的存檔，存档日期19 October 2017., Christianity Today, 15 December 2014.
100. ↑  Adam Withnall, "Isis releases 'abhorrent' sex slaves pamphlet with 27 tips for militants on taking, punishing and raping female captives" 的存檔，存档日期25 September 2015., The Independent, 10 December 2014.
101. ↑  Callimachi, Rukmini. . The New York Times. 13 August 2015  [13 August 2015]. （原始内容存档于13 August 2015）.
102. ↑  Salih, Mohammed; van Wilgenburg, Wladimir. . Aljazeera. 5 August 2014  [5 August 2014]. （原始内容存档于6 August 2014）.
103. ↑  .   [11 February 2016]. （原始内容存档于24 July 2016）.
104. ↑  .   [11 February 2016]. （原始内容存档于17 February 2016）.
105. ↑  .   [11 February 2016].
106. ↑  .   [11 February 2016]. （原始内容存档于12 March 2016）.
107. ↑  .   [11 February 2016]. （原始内容存档于16 February 2016）.
108. ↑  .   [11 February 2016]. （原始内容存档于13 September 2014）.
109. ↑  .   [11 February 2016]. （原始内容存档于16 February 2016）.
110. 1 2  .   [11 February 2016]. （原始内容存档于26 January 2016）.
111. ↑  . The American Conservative. 16 August 2014  [6 June 2015]. （原始内容存档于10 September 2015）.
112. ↑  Morris, Loveday. . The Washington Post. 20 October 2014  [15 March 2015]. （原始内容存档于27 March 2015）.
113. ↑  . The Washington Post. 21 October 2014  [24 October 2014]. （原始内容存档于22 October 2014）.
114. ↑  . The Independent. 6 July 2017  [19 July 2017]. （原始内容存档于21 July 2017）.
115. ↑  Cockburn, Patrick. . The Independent. 18 April 2018. （原始内容存档于25 June 2018）.
116. ↑  Jalabi, Raya. . Reuters. 10 December 2017  [22 December 2017]. （原始内容存档于22 December 2017）.
117. ↑  . France 24. AFP. 22 November 2017  [22 December 2017]. （原始内容存档于2 December 2017）.
118. ↑  . Al Bawaba. 16 December 2017  [22 December 2017]. （原始内容存档于22 December 2017）.
119. ↑  Evans, Margaret. . cbc.ca. 16 April 2021  [3 May 2021]. （原始内容存档于2023-12-17）.
120. ↑  Hagedorn, Elizabeth. . Middle East Eye. 4 March 2020  [3 May 2021]. （原始内容存档于2023-09-18）.
121. ↑  Yacoub, Sameer N. . Toronto. The Globe and Mail. 8 April 2015  [9 April 2015]. （原始内容存档于19 July 2015）.
122. ↑  Reuters Editorial. . Reuters. 16 March 2016  [1 July 2017]. （原始内容存档于18 October 2017）.
123. ↑  The New Arab. . alaraby. 17 March 2016  [21 March 2016]. （原始内容存档于18 March 2016）.
124. ↑  . Anf News.   [24 March 2016]. （原始内容存档于24 April 2016）.
125. ↑  .   [2 April 2016]. （原始内容存档于1 July 2016）.
126. ↑  . www.ohchr.org.   [6 July 2019]. （原始内容存档于12 August 2019）.
127. ↑  . www.ohchr.org.   [7 July 2019]. （原始内容存档于5 October 2019）.
128. 1 2 3  Jack Moore. . Newsweek. 4 February 2016  [7 July 2019]. （原始内容存档于6 July 2019） （英语）.
129. ↑  . armenpress.am.   [7 July 2019]. （原始内容存档于17 June 2019） （英语）.
130. ↑  . www.lowyinstitute.org.   [7 July 2019]. （原始内容存档于17 June 2019） （英语）.
131. 1 2  Patrick Wintour. . The Guardian. 20 April 2016  [6 July 2021]. （原始内容存档于2024-03-13）.
132. 1 2  Kathleen Harris. . CBC News. 25 October 2016  [6 July 2021]. （原始内容存档于2024-04-08）.
133. 1 2  Labott, Elise. . CNN. 17 March 2016  [17 March 2016]. （原始内容存档于17 March 2016）.
134. ↑  . CNN.   [4 August 2015]. （原始内容存档于15 July 2015）.
135. ↑  Jackson, Jomana Karadsheh,Chris. . CNN. 11 October 2017  [15 February 2022]. （原始内容存档于2023-09-06） （英语）.
136. ↑  . Huffington Post. 19 March 2015  [4 August 2015]. （原始内容存档于16 August 2015）.
137. ↑  . United Nations. 3 August 2017  [14 October 2018]. （原始内容存档于15 October 2018）.
138. ↑  Schaack, Beth Van. . Journal of International Criminal Justice. 2018, 16: 113–139. doi:10.1093/jicj/mqy002.
139. 1 2  . UN News (United Nations). 10 May 2021  [11 May 2021]. （原始内容存档于2024-03-13） （英语）.
140. ↑  . Al Jazeera. 11 May 2021  [6 July 2021]. （原始内容存档于2021-07-27）.
141. ↑  Isabel Bolle. . Trouw. 12 May 2021  [6 July 2021]. （原始内容存档于2021-07-31） （荷兰语）.
142. ↑  Parliamentary Assembly. . assembly.coe.int. Parliamentary Assembly of the Council of Europe. 27 January 2016  [6 July 2021]. （原始内容存档于2023-12-04）.
143. 1 2  European Parliament. . europarl.europa.eu. European Parliament. 4 February 2016  [6 July 2021]. （原始内容存档于2024-02-25）.
144. ↑  Todd F. Buchwald.  (PDF). United States Holocaust Memorial Museum. March 2019  [5 July 2021]. （原始内容存档 (PDF)于2024-03-12）.
145. ↑  . ARA News. 25 March 2017  [7 July 2019]. （原始内容存档于19 May 2017） （美国英语）.
146. ↑  . parliament.scot. Scottish Parliament. 23 March 2017  [6 July 2021]. （原始内容存档于2021-07-09）.
147. ↑  Edouard de Mareschal. . Le Figaro. 6 December 2016  [6 July 2021]. （原始内容存档于2024-02-02） （法语）.
148. ↑  Yves Fromion. . assemblee-nationale.fr. National Assembly of France. 25 May 2016  [6 July 2021]. （原始内容存档于2023-01-22） （法语）.
149. ↑  . assemblee-nationale.fr. National Assembly of Franc. 8 December 2016  [6 July 2021]. （原始内容存档于2023-09-27） （法语）.
150. ↑  . 16 January 2018  [6 July 2021]. （原始内容存档于16 January 2018）.
151. ↑  . i24 News. 21 November 2018  [6 July 2021]. （原始内容存档于2023-04-16）.
152. ↑  Ochab, Dr. Ewelina U. . Forbes. 4 March 2021  [26 April 2021]. （原始内容存档于2021-04-26）.
153. ↑  . 21 April 2021  [3 May 2021]. （原始内容存档于2024-03-13）.
154. ↑  Bruno Struys. . De Morgen. 30 June 2021  [6 July 2021]. （原始内容存档于2021-07-11） （荷兰语）.
155. ↑  .   [2023-11-18]. （原始内容存档于2023-08-08）.
156. ↑  Lennard Swolfs. . NOS. 6 July 2021  [6 July 2021]. （原始内容存档于2021-07-12） （荷兰语）.
157. ↑  . Reuters. January 19, 2023  [January 21, 2023]. （原始内容存档于2023-08-01）.
158. ↑  . Tagesschau. January 19, 2023  [January 21, 2023]. （原始内容存档于2024-01-14） （德语）.
159. 1 2 3 4 5 6 7 8 9 10 11 12 13 14 15  . Free Yezidi Foundation.   [29 December 2022]. （原始内容存档于2023-02-09）.
160. 1 2 3  Zoonen, Dave; Wirya, Khogir.  (PDF). Middle East Research Institute.   [29 December 2022]. （原始内容存档 (PDF)于2023-06-11）.
161. ↑  . The White House. 7 August 2014  [29 December 2022]. （原始内容存档于2017-01-20）.
162. ↑  . The Guardian. 19 December 2014  [29 December 2022]. （原始内容存档于2022-12-30）.
163. ↑  . Global Post. 15 August 2014  [29 December 2022]. （原始内容存档于2022-12-30）.
164. ↑  . France24. 13 April 2019  [29 December 2022]. （原始内容存档于2024-03-26）.
165. ↑  . Buzz Feed News. 25 August 2015  [29 December 2022]. （原始内容存档于2023-07-29）.
166. ↑  . Kurdistan Regional Government Representation in the United States.   [29 December 2022]. （原始内容存档于2023-01-25）.
167. ↑  . CNN. 23 March 2019  [30 December 2022]. （原始内容存档于2022-10-20）.
168. ↑  . United States Department of Defense. 27 October 2019  [30 December 2022]. （原始内容存档于2024-04-13）.
169. ↑  . Relief Web. 2 November 2021  [30 December 2022]. （原始内容存档于2022-12-08）.
170. ↑  . BBC News. 7 February 2021  [30 December 2022]. （原始内容存档于2024-04-23）.
171. ↑  . Woodrow Wilson International Center for Scholars. 24 September 2014  [2023-11-18]. （原始内容存档于2020-05-23）.
172. ↑  Sohaib N. Sultan. . Time.   [2023-11-18]. （原始内容存档于2023-12-21）.
173. ↑  . ABC News. 22 January 2015  [2023-11-18]. （原始内容存档于2024-02-05） –www.abc.net.au.
174. ↑  Noack, Rick. . The Washington Post. 8 August 2014  [18 August 2014]. （原始内容存档于18 August 2014）.
175. ↑  J. Carter, Chelsea; Tawfeeq, Mohammed; Starr, Barbara. . CNN. 9 August 2014  [6 June 2015]. （原始内容存档于2 July 2015）.
176. ↑  . CNN. 10 August 2014  [6 June 2015]. （原始内容存档于19 April 2015）.
177. ↑  Siddique, Haroon. . The Guardian. 10 August 2014  [6 June 2015]. （原始内容存档于4 July 2015）.
178. ↑  Chulov, Martin; Borger, Julian; Norton-Taylor, Richard; Roberts, Dan. . The Guardian. 13 August 2014  [6 June 2015]. （原始内容存档于9 June 2019）.
179. ↑  . United States Central Command. United States Central Command.   [14 August 2014]. （原始内容存档于14 August 2014）.
180. ↑  DeYoung, Karen; Whitlock, Craig. . The Washington Post. 14 August 2014  [6 June 2015]. （原始内容存档于7 June 2015）.
181. 1 2  Sly, Liz; Whitlock, Craig. . The Washington Post. 14 August 2014  [14 August 2014]. （原始内容存档于16 August 2014）.
182. 1 2  . Fox News. 14 August 2014  [30 August 2014]. （原始内容存档于3 September 2014）.
183. ↑  Ochab, Ewelina. . Forbes. 4 August 2022  [15 October 2022]. （原始内容存档于2022-10-15）.
184. ↑  . Hurriyet Daily News. 13 August 2014  [2023-11-18]. （原始内容存档于2023-09-18）.
185. ↑  . Unhcr (United Nations High Commissioner for Refugees). 14 August 2014  [2023-11-18]. （原始内容存档于2023-04-13）.
186. ↑  . The Straits Times. 14 August 2014  [2023-11-18]. （原始内容存档于2023-09-18）.
187. ↑  music66. . Naharnet.com. 7 August 2014  [6 June 2015]. （原始内容存档于2 April 2015）.
188. ↑  . Hurriyet Daily News.   [2023-11-18]. （原始内容存档于2023-09-18）.
189. ↑  . Aktif Haber. 11 August 2014  [18 August 2014]. （原始内容存档于15 August 2014）.
190. ↑  . Hürriyet Daily News.   [2023-11-18]. （原始内容存档于2023-09-29）.
191. ↑  . BBC News. 14 August 2014  [2023-11-18]. （原始内容存档于2024-02-26）.
192. ↑  . Today's Zaman. 7 August 2014  [18 August 2014]. （原始内容存档于16 August 2014）.
193. ↑  . United Nations Iraq. 14 August 2014  [14 August 2014]. （原始内容存档于14 August 2014）.
194. ↑  Cumming-Bruce, Nick. . The New York Times. 19 March 2015  [19 March 2015]. （原始内容存档于3 April 2015）.
195. ↑  . YouTube. 11 August 2014  [18 August 2014]. （原始内容存档于28 January 2015）.
196. ↑  Addamah, Steven. . Medafrica times. 12 August 2014  [6 June 2015]. （原始内容存档于28 January 2015）.
197. ↑  . 4 June 2012  [29 September 2015]. （原始内容存档于4 March 2016）.
198. ↑  . United States Commission on International Religious Freedom. 3 August 2022  [17 August 2022]. （原始内容存档于2023-06-30）.
199. ↑  MENAFN. . menafn.com.   [3 May 2021]. （原始内容存档于2023-09-18）.
200. ↑  Johnston, Holly. . Rudaw. 23 April 2021  [3 May 2021]. （原始内容存档于2023-07-20）.
201. ↑  . BBC News. 2021-11-30  [2023-05-31]. （原始内容存档于2024-02-19） （英国英语）.
202. ↑  Ochab, Ewelina. . Forbes. 9 July 2022  [17 August 2022]. （原始内容存档于2023-09-18）.
203. ↑  Lawler, Dave. . Axios. 19 April 2021  [3 May 2021]. （原始内容存档于2021-10-25） （英语）.
204. ↑   (PDF). Amnesty International. 10 June 2015  [2022-07-08]. （原始内容存档 (PDF)于2024-02-14） （英语）.